# Geron heteropterus
Geron heteropterus är en tvåvingeart som först beskrevs av Christian Rudolph Wilhelm Wiedemann 1821.  Geron heteropterus ingår i släktet Geron och familjen svävflugor. Inga underarter finns listade i Catalogue of Life.